# Rubovszky András
Rubovszky András (Budapest, 1937. június 29. – 2020. október 9.(k. n.)) magyar jogász, politikus, turisztikai szakértő.

## Pályafutása
Az Árpád Gimnáziumban tanult, majd 1962-ben az Eötvös Loránd Tudományegyetem Állam és Jogtudományi Karán és 1976-ban a Kereskedelmi és Vendéglátóipari Főiskolán végzett. A Budapesti Gazdasági Főiskola címzetes egyetemi docense.
1962-1970 között a Belkereskedelmi Szállítási Vállalatnál, 1970–2000 között pedig a Gellért Szálloda vezérigazgatója volt. 2000-től a dr. Rubovszky Turisztikai Tanácsadó Bt. ügyvezető tulajdonosa.
1990–1994 között a Magyar Demokrata Fórum pártigazgatója volt.
A Széchenyi Társaság alapítója, 1989-től főtitkára. 1992–1993 és 1998–2000 között a Magyar Szállodaszövetség elnöke, vagyis a leghosszabban hivatalban lévő magyar szállodaszövetségi elnök. 2002-2004 között a Magyar Egészségturisztikai Marketing Egyesület elnöke volt. Széchenyi Emlékbizottság, tagja.
Kulturális mecenatúrát is folytatott – 1997-ben a „Balassi Bálint-emlékkard”  irodalmi díjat megalapítók egyike volt. Olyan közéleti küzdelmeket is vállaló költők kaptak elismerést ez irodalmi díj révén az alapítást követő első évtizedben, mint Nagy Gáspár, Buda Ferenc, Csoóri Sándor, vagy Döbrentei Kornél. 24 éven át segítette a díj alapítója, Molnár Pál újságíró szervezőmunkáját.

## Elismerései
- Magyar Köztársasági Ezüst Érdemkereszt
- Magyar Köztársasági Érdemrend Lovagkeresztje
- Pro Turizmo-dij
- A Széchenyi Társaság Díja
- Magyar Köztársaság középkeresztje

## Művei
- Hotel Gellért; fotó Szelényi Károly; Artunion/Széchenyi, Bp., 1988
- Rubovszky András – Szigeti Andor – Walkó Miklós: A magyar vendéglátás és turizmus újkori története, Szaktudás Ház Kiadó, Bp., 2009[5]
- A családban hallottam... Velem történt; Unicus, Bp., 2016[6]